# Helmut Ruhemann
Helmut Ruhemann CBE (* 1891 in Berlin; † 3. Mai 1973 in London) war ein vor den deutschen Nationalsozialisten nach England emigrierter jüdischer deutscher Maler und Bilderrestaurator.

## Leben und Werk
Helmut (eigentlich Helmut Moritz) Ruhemann war der Sohn von Hugo Henoch Ruhemann (1850–1906) und Rosalie Ruhemann (1863–1920). Seine Geschwister waren die Journalistin und Theaterkritikerin Charlotte Dorothea Reiss-Zavrel-Bloch (1896–1979) und der Ingenieur Fritz Ruhemann (1891–1982).
Ruhemann nahm bereits als Dreizehnjährige regelmäßig Malunterricht. Max Liebermann riet ihm, Maler zu werden. Ruhemann studierte zunächst an der Akademie der Bildenden Künste Karlsruhe und ab 1909 an der Akademie der Bildenden Künste München.
Dann ging er für zwei Jahre nach Paris und besuchte die Klasse von Maurice Denis an der Académie Julian. In Paris traf er u. a. den Maler Ludwig Jonas, den er um 1912 porträtierte (Öl auf Leinwand, 60 × 47 cm, Museum Kunst der Verlorenen Generation – Sammlung Böhme. Salzburg). Von 1914 bis 1919 lebte Ruhemann in Spanien, wo er sich mit seinem Freund, dem jüdischen Maler Martin Bloch (1883–1954) in Madrid niederließ. Bloch heiratete später Ruhemanns Schwester. Ruhemann freundete sich mit Restauratoren des Museo del Prado an und studierte und kopierte im Prado die alten Meister. 1919 kehrte er nach Deutschland zurück. Er arbeitete in Berlin als freischaffender Maler und zunehmend als Bilderrestaurator. Ab 1921 war er gänzlich freischaffender Restaurator, unter anderem für Paul Cassirer. Wilhelm von Bode und Leo Blumenreich bestellte ihn 1929 zum Kustos und Ersten Restaurator des Kaiser-Friedrich-Museums.
Ruhemann förderte den Einsatz von Röntgenstrahlen als analytisches Hilfsmittel der Restaurierungsarbeit und favorisierte gegen Widerstände und die übliche Praxis die vollständige Entfernung alter Firnisse bei der Reinigung von Bildern. 1931 war über die Erfindung eines technischen Hilfsmittels für die Restaurationsarbeit zu lesen: „Prof. Helmut Ruhemann … hat einen kleinen elektrischen Spezialapparat erfunden, der aus einem Widerstand mit Griffen, auswechselbaren Nadeln zum Anstechen der Blasen und verschiedenen Spachteln besteht, wobei die Temperatur so genau reguliert werden kann, daß das Kunstwerk ungefährdet bleibt.“
Ruhemann wurde 1932 als Sachverständiger im Prozess gegen den Kunsthändler Otto Wacker wegen gefälschter Bilder van Goghs herangezogen und galt in der Folgezeit als anerkannter Experte bei der Aufdeckung von Kunstfälschungen.
Nach der Machtergreifung der Nationalsozialisten wurde Ruhemann 1933 weil er Jude war aus seinem Amt entlassen. Im Herbst 1933 übernahm seine langjährige Erste Gehilfin, die Malerin Elfriede Balden (1903–1974) die Leitung der Restaurierwerkstatt Ruhemanns.
Nachdem ihn der einflussreiche britische Kunstkurator Philip Hendy (1900–1980) zu einem Besuch eingeladen hatte, emigrierte Ruhemann noch 1933 mit seiner Familie nach England. Seine letzte Wohnanschrift in Berlin war Hafenplatz 7.
Ruhemann konnte sich in London als freischaffender Bilder-Restaurator etablieren und fand schnell Kontakt zu künstlerischen Kreisen. In der National Portrait Gallery befindet sich aus dem Jahre 1933 eine Fotografie von Lady Ottoline Morrell, die Ruhemann beim Picknick im Garten mit der Schauspielerin Marjorie Gertler (1902–1979), Sir Philip Hendy und dem Maler Mark Gertler zeigt.
In seinem Atelier am Golden Square bildete Ruhemann auch Lehrlinge aus, von denen einige ebenfalls Emigranten waren. Er erhielt Aufträge von privaten Galerien und ab 1934 von der National Gallery. Anders als die Mehrzahl der Flüchtlinge aus Deutschland und Österreich wurde er nach Beginn des Zweiten Weltkriegs nicht als Enemy Alien interniert. Er war einer von zwei Restauratoren, die mit den Bildern der National Gallery und der Tate Gallery nach Wales evakuiert wurden. Von 1942 bis 1944 war er Restaurator an der Glasgow Art Gallery.
Neben seiner Tätigkeit als Restaurator lehrte Ruhemann ab 1934 am Courtauld Institute of Art, von 1946 bis 1951 als leitender Dozent der technischen Abteilung. Zu seinen Schülern gehörte Rolf E. Straub.
Wohl auf Ruhemanns Empfehlung hielt sich der Restaurator Kurt Wehlte, ein Freund Ruhemanns, 1947 trotz seiner bekannten Naziverstrickungen kurzzeitig am Institut auf.
Ab 1946 war Ruhemann beratenden Restaurator an der National Gallery und bis 1972 Chefrestaurator. Eine seiner berühmtesten Restaurierungen war die von Rogier van der Weydens Der Heilige Lukas porträtiert die Madonna.
1950 gehörte Ruhemann zu den Gründern des International Institute for the Conservation of Museum Objects.
Seine Praxis der vollständigen Entfernung von Firnis und der Aufhellung des restaurierten Gemäldes wurde mehrfach in Frage gestellt. 1947 gab es die umstrittene Ausstellung der National Gallery Clean Pictures, zu der der Vorwurf erhoben wurde, viele Gemälde seien von Ruhemann ruiniert worden. Zudem gab es deutliche Meinungsverschiedenheiten mit dem Kunsthistoriker Ernst Gombrich. Das beeinträchtigte Ruhemanns erfolgreiche Karriere jedoch nicht. Er galt international als einer der bedeutendsten Restauratoren. Sein Werk The Cleaning of Paintings. Problems and potentialities (Faber and Faber, London, 1968) ist bis heute ein Standardwerk für Restauratoren. Ruhemann veröffentlichte außerdem eine bedeutende Anzahl weiterer Fachpublikationen als Bücher und als Aufsätze insbesondere in Studies Conservations, The Burlington Magazine, The British journal of aesthetics und Restauro.
1969 wurde Ruhemann als Commander des Order of the British Empire (CBE) ausgezeichnet.
Ruhemanns Sohn Robin Ruhemann wurde 1933 geboren. Er starb um 1951 im Koreakrieg in Nordkorea.
Das Archiv Ruhemanns befindet sich im Hamilton Kerr Institute, Whittlesford.

## Fotografische Darstellung Ruhemanns
- Fotografin/Fotograf unbekannt, publiziert in Burlington Magazine, 1. August 2016: Helmut Ruhemann[11]

## Veröffentlichungen
- Approach to Art. Max Parrish & Co., London 1948.
- Artist And Craftsman. Contrast, Similarity, Influence. Max Parrish & Co., London 1948.
- Genuine and false copies, imitations, forgeries. Max Parrish & Co., London, 1948 (mit weiteren Autoren).
- The Artist at Work. Penguin Books, 1951 (mit Ellen M. Kemp).